# Шипотены
Шипотены, Шипотень (рум. Şipoteni) — село в Хынчештском районе Молдавии. Относится к сёлам, не образующим коммуну.

## География
Село расположено на высоте 148 метров над уровнем моря.

## Население
По данным переписи населения 2004 года, в селе Шипотень проживает 842 человека (393 мужчины, 449 женщин).
Этнический состав села:
| Национальность | Число жителей | Процентный состав |
| -------------- | ------------- | ----------------- |
| молдаване      | 834           | 99.05             |
| украинцы       | 3             | 0.36              |
| румыны         | 3             | 0.36              |
| гагаузы        | 2             | 0.24              |
| Всего          | 842           | 100%              |